# Championnat du Maroc de football de troisième division 2023-2024
Navigation
Édition précédente
Le Championnat du Maroc de football de troisième division 2023-2024 oppose seize clubs du troisième niveau marocain en une série de trente rencontres.
C'est le plus haut échelon auquel peuvent accéder les équipes amateurs puisqu'au-delà, les clubs doivent avoir le statut professionnel pour participer à la Botola 2.
A l'issue de la phase aller du championnant, le club de Union Yacoub El Mansour a fini premier du classement, devant le Rachad Bernoussi.

## Équipes engagées
Équipes participantes au titre du National 2023-24
| Club                  | Classement 2022-2023             | Stade                      | Capacité |
| --------------------- | -------------------------------- | -------------------------- | -------- |
| Ittihad Khémisset     | 16e de la Botola 2               | Stade du 18-Novembre       | 10 000   |
| Widad Témara          | 15e de la Botola 2               | Municipal de Témara        | 5 000    |
| Amal Tiznit           | 3e                               | Stade El Massira           | 5 000    |
| Tihad AS              | 4e                               | Stade Larbi Zaouli         | 30 000   |
| Wydad Serghini        | 5e                               | Stade Municipal d'El Kelaâ | 3 000    |
| KAC de Kénitra        | 6e                               | Municipal de Kénitra       | 30 000   |
| Fath de Nador         | 7e                               | Municipal de Nador         | 5 000    |
| FUS Rabat rés.        | 8e                               | Stade Moulay Hassan        | 12 000   |
| Association Mansouria | 9e                               | Stade Municipal            | 5 000    |
| Union Témara          | 10e                              | Municipal de Témara        | 5 000    |
| Rachad Bernoussi      | 11e                              | Complexe Bernoussi         | 10 000   |
| Hassania Lazari Oujda | 12e                              | Stade Angad Lazari         | 5 000    |
| Olympique Youssoufia  | 13e                              | Stade Al Wahda             | 5 000    |
| Union Sidi Kacem      | 14e                              | Stade Abdelkader-Allam     | 10 000   |
| Mouloudia Assa        | Champion de Amateurs I           | Stade Municipal de Assa    | 1 000    |
| Union Yacoub Mansour  | Vice-champion Nord de Amateurs I | Stade Municipal            | 5 000    |

## Règlement du championnat

### Barème des points
- 3 points pour une victoire
- 1 point pour un match nul
- 0 point pour une défaite

### Promotions et relégations
À l'issue des 30 journées du championnat, selon le classement :
- Les équipes classées en 1re et 2e place sont promues en Botola 2
- Les équipes classées à la 15e et 16e place sont reléguées en Amateurs I.

## Classement et résultats

### Classement final
| Rang | Équipe                  | Pts | J  | G  | N  | P  | Bp | Bc | Diff |
| ---- | ----------------------- | --- | -- | -- | -- | -- | -- | -- | ---- |
| 1    | Union Yacoub El Mansour | 68  | 30 | 20 | 8  | 2  | 52 | 25 | +27  |
| 2    | KAC de Kénitra          | 58  | 30 | 14 | 10 | 6  | 40 | 27 | +13  |
| 3    | Widad Témara            | 48  | 30 | 13 | 9  | 8  | 38 | 29 | +9   |
| 4    | Amal Tiznit             | 47  | 30 | 11 | 14 | 5  | 28 | 25 | +3   |
| 5    | Rachad Bernoussi        | 46  | 30 | 12 | 10 | 8  | 43 | 34 | +9   |
| 6    | Hassania Lazari Oujda   | 40  | 30 | 12 | 4  | 14 | 32 | 33 | -1   |
| 7    | ES-FUS Rabat            | 39  | 30 | 9  | 12 | 9  | 27 | 25 | +2   |
| 8    | Association Mansouria   | 39  | 30 | 9  | 12 | 9  | 30 | 30 | 0    |
| 9    | US Témara               | 37  | 30 | 10 | 8  | 12 | 35 | 39 | -4   |
| 10   | Wydad Serghini          | 36  | 30 | 8  | 12 | 10 | 31 | 36 | -5   |
| 11   | Ittihad Khémisset       | 35  | 30 | 8  | 11 | 11 | 23 | 27 | -4   |
| 12   | Olympique Youssoufia    | 34  | 30 | 8  | 10 | 12 | 24 | 33 | -9   |
| 13   | Mouloudia Assa          | 34  | 30 | 8  | 10 | 12 | 23 | 36 | -13  |
| 14   | Fath de Nador           | 34  | 30 | 8  | 10 | 12 | 34 | 38 | -4   |
| 15   | Tihad Casablanca        | 32  | 30 | 7  | 11 | 12 | 40 | 47 | -7   |
| 16   | Union Sidi Kacem        | 17  | 30 | 2  | 11 | 17 | 13 | 37 | -24  |

| Légende : Qualifications et relégations | Légende : Qualifications et relégations                             |
| --------------------------------------- | ------------------------------------------------------------------- |
|                                         | Promotion en Botola 2 2024-2025                                     |
|                                         | Relégation en Amateurs 2 2024-2025                                  |
|                                         | R : Relégué de Botola 2 2022-2023 P : Promu de Amateurs I 2022-2023 |